# Fortnite Battle Royale
Fortnite Battle Royale ist ein Third-Person-Shooter des US-amerikanischen Entwicklers und Publishers Epic Games. Der weitgehend eigenständige kostenlos spielbare Battle-Royale-Modus von Fortnite erschien am 26. September 2017 in einer Vorabversion für macOS, PlayStation 4, Windows und Xbox One. Es folgten Umsetzungen für iOS, Nintendo Switch, Android, Xbox Series und PlayStation 5. Die offizielle Veröffentlichung aus dem Early-Access-Stadium heraus erfolgte am 29. Juni 2020.

## Spielprinzip

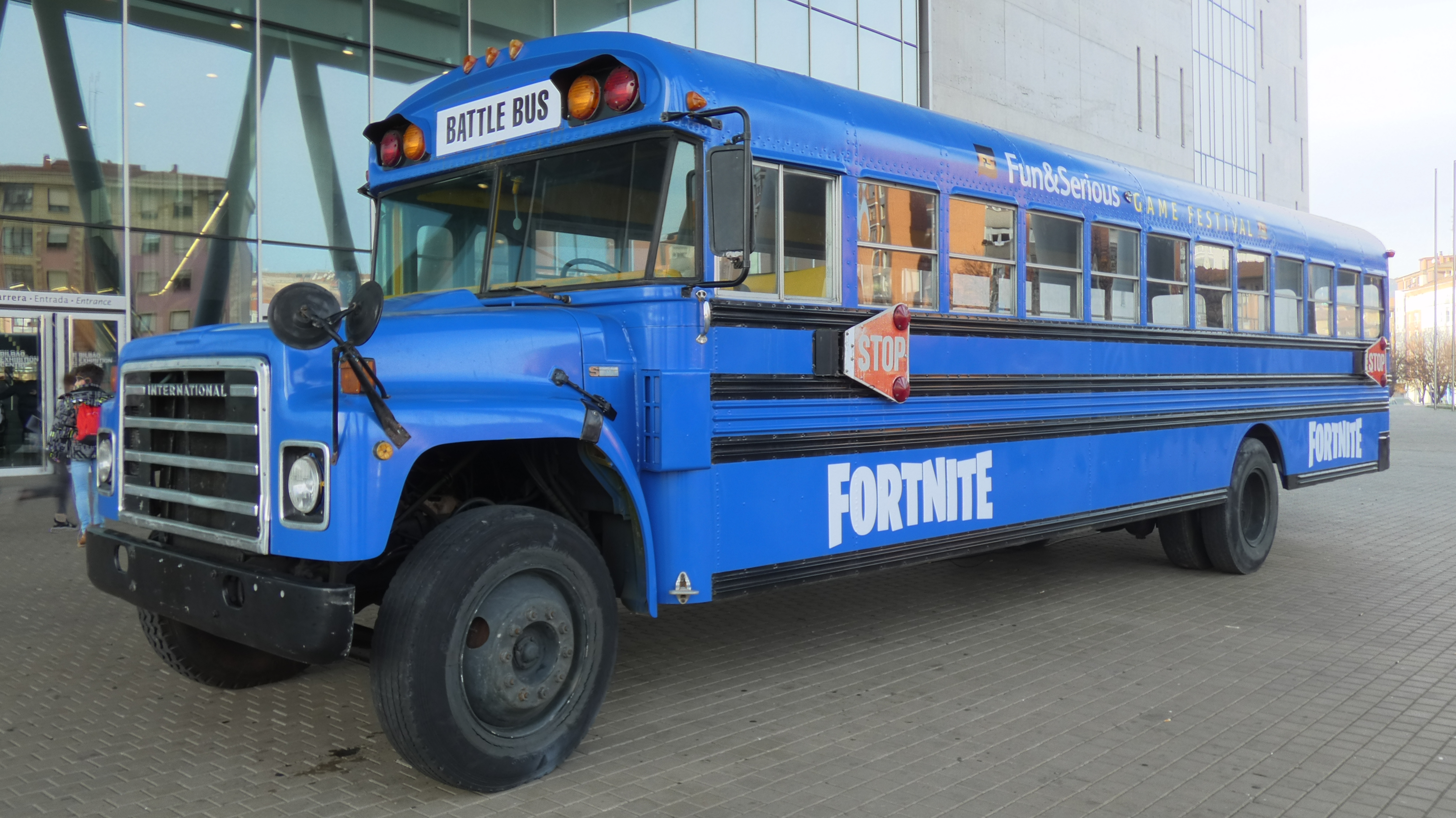
Nachbau des Battle Bus

In Fortnite Battle Royale treten bis zu 100 Spieler alleine oder in Teams von bis zu vier Spielern gegeneinander an. Der letzte Überlebende, beziehungsweise das letzte überlebende Team, gewinnt. Zu Beginn einer Runde springen alle Spieler aus dem Battle Bus über derselben Karte ab und sind nur mit einer Spitzhacke ausgerüstet, mit der sie die Baumaterialien Holz, Stein und Metall abbauen können und Spielern pro Schlag 20 (vormals 10) Lebenspunkte abziehen können. Mit den so gesammelten Materialien können Wände, Treppen, Böden und weitere Gebäudeteile errichtet werden, die Schutz vor den Gegnern und deren Schüssen bieten, oder benutzt werden können, um Hindernisse zu umgehen. (Seit März 2022 besteht zudem die Möglichkeit, in einem Null-bauen-Modus ohne Baumöglichkeit zu spielen.) Waffen und andere nützliche Gegenstände sind auf der Karte verteilt und können vom Spieler aufgehoben werden. Es gibt dabei sieben Klassen von Waffen, die Gegnern unterschiedlich viel Schaden hinzufügen und unterschiedlich schnell nachgeladen werden können: gewöhnlich (grau), ungewöhnlich (grün), selten (blau), episch (violett), legendär (orange), mythisch (gold) und exotisch (türkis). Eine größere Anzahl an Gegenständen ist in Vorratslieferungen, sogenannten Lootdrops, die in geringer Anzahl vom Himmel fallen, enthalten. Außerdem gibt es Piñata-Lamas, die je 350 (vormals 500) Materialien von jeder Sorte sowie Items wie Tränke, Fallen oder Sprungflächen, aber auch Explosivwaffen, jedoch keine Schusswaffen enthalten. Kisten findet man vor allem in Gebäuden. Nach wenigen Minuten zieht ein Sturm auf der Karte auf, der die bespielbare Fläche (das „Auge des Sturms“) kreisförmig von außen nach innen immer weiter verkleinert, sodass die Spieler zusammengetrieben werden. Letztendlich verlagert sich das Auge des Sturms an einen Ort auf der Spielkarte, in dem bereits Sturm herrscht, sodass die Spieler zwangsläufig Schaden durch ihn erleiden werden, wodurch es praktisch keine andere Möglichkeit mehr gibt, als sich den gegnerischen Spielern zu stellen und sie im Kampf auszuschalten. Hierbei hat das Bausystem eine große Bedeutung. Das Schusssystem ist zufallsbasiert, da der erste Schuss mit den meisten Waffen eine Genauigkeit von 100 % aufweist, auf welchen Schüsse mit variabler Streuung folgen.
Im Battle-Royale-Modus werden hin und wieder zeitlich begrenzte Events veröffentlicht, welche meist beim selben 100-Spieler-Prinzip unterschiedliche Sonderaufgaben stellen. Einige Beispiele dafür sind der 50-vs-50-Modus, Modi, in welchen nur bestimmte Waffen erscheinen (z. B. Scharfschützengefecht, Hochexplosiv) oder Runden, in denen nur goldene, besonders gute und starke, Waffen im Spiel sind (Pures Gold). Diese Modi sind nach dem Datum der Veröffentlichung je zwei Wochen spielbar.
In dem Untermodus „Kampflabor“ können Spieler auf der Map ohne das Battle-Royale-Gameplay spielen. Die ehemalige Spielwiese wurde in den Kreativmodus verschoben.

## Ingame-Währung
Im Battle-Royale-Modus gibt es eine eigene Währung, die sogenannten V-Bucks. Diese können im Spiel für Echtgeld erworben oder durch Missionen im PVE-Modus „Rette die Welt“ gesammelt werden, wobei letzteres einige Zeit in Anspruch nehmen kann. Durch den Verkauf von V-Bucks nahm der Spielekonzern Epic Games im Mai 2018 296 Millionen Dollar ein. Für 7,99 € erhielt man 1000, für 19,99 € 2800, für 31,99 € 5000 und für 79,99 € 13500 V-Bucks. Ende 2023 wurden die Preise in den meisten Ländern jedoch angehoben auf 8,99 € für 1000, 22,99 € für 2800, 36,99 € für 5000 und 89,99 € für 13500 V-Bucks.
Mit den V-Bucks kann der Battle Pass gekauft werden. Der Battle Pass ist eine bessere Version des Free Pass, den man am Anfang des Spiels ebenso wie in jeder neuen Saison kostenfrei erhält. Mittels des Battle Pass erhält der Spieler mit fortschreitender Spieldauer eine Vielzahl von kosmetischen Dingen, wie Rucksäcke, Umhänge oder verschiedene Outfits, die jedoch keinen Vorteil gegenüber anderen Spielern bilden. Zusätzlich werden unter anderem wöchentliche Herausforderungen freigeschaltet, die mit weiteren Erfahrungspunkten für den Battle Pass einhergehen. Der Battle Pass hat pro Season meistens eine Gültigkeitsdauer von zehn Wochen (hängt von der Länge der Season ab), am Ende einer Season wird der Pass zurückgesetzt. Jedoch kann man alle erhaltenen Gegenstände und V-Bucks behalten, und sich damit den nächsten Battle Pass kaufen. In der 7. Season des Spiels wurden Herausforderungen eingeführt, deren Absolvieren mit dem Battle Pass aus der 8. Saison belohnt wird. Das ist das erste Mal, dass es eine weitere Möglichkeit neben dem Erwerben mit V-Bucks gibt, den Battle Pass zu erhalten.
Weiterhin können mit den V-Bucks kosmetische Änderungen gekauft werden. Kosmetische Gegenstände verändern das Aussehen des Charakters (Skins), des Hängegleiters, der Erntewerkzeuge oder des Rucksacks. Auch gibt es sogenannte Emotes, die Bewegungen des Charakters verändern, z. B. mit Tänzen. Die kosmetischen Änderungen haben keinen Einfluss auf das Spielgeschehen. Im Juni 2018 tätigten 69 % der Spieler In-Game-Käufe.

## Seasons und Events
Für Fortnite Battle Royale werden etwa alle zehn bis zwölf Wochen neue Seasons veröffentlicht, die diverse Änderungen am Gameplay mit sich bringen. Dazu gehören Spieleupdates, zeitlich begrenzte Event-Modi und Challenges, Anpassungen der Karte, neue erwerbliche kosmetische Änderungen (Skins) und neue Gegenstände, die meist einem bestimmten Überthema zugeordnet sind.

### Kapitel 1
| Season | Zeitraum                     | Wichtigste Änderungen |
| ------ | ---------------------------- | --- |
| 01     | September – Dezember 2017    | Start des Spiels |
| 02     | Dezember 2017 – Februar 2018 | - Einführung des Battle-Passes - Mittelalter-Motive |
| 03     | Februar – April 2018         | - Battle Pass von 70 auf 100 Stufen erweitert - Weltraum-Motive |
| 04     | Mai – Juli 2018              | - Superheld-Motive - Meteoriten-Einschläge hinzugefügt |
| 05     | Juli – September 2018        | - Zeitreise-Motive - Interdimensionale Reisen für ein paar Tage möglich - Mapänderungen, neues Wüstenbiom und Teleportation hinzugefügt |
| 06     | September – Dezember 2018    | - Motiv: Dunkelheit, Halloween und Korruption - Map bekommt dunkleres, düsteres Design, u. a. fliegende Inseln, ein Spukschloss und verfluchte Gebiete - Tierbegleiter hinzugefügt - Schattensteine geben den Spielern spezielle Fähigkeiten wie Unsichtbarkeit oder Schnelligkeit, lassen sie dafür aber keine Waffen nutzen. |
| 07     | Dezember 2018 – Februar 2019 | - Winterlandschaft - Kreativmodus hinzugefügt - Flugzeuge hinzugefügt |
| 08     | Februar – Mai 2019           | - Piraten- und Schatzsucher-Themenpack mit neuen Skins, Gegenständen und Überarbeitungen der Karte u. a. mit Vulkan - Crossover-Events |
| 09     | Mai – Juli 2019              | - Zukunftsszenario u. a. mit Windkanälen zur Fortbewegung - Beutedrohnen über benannten Orten |
| 10     | August – Oktober 2019        | - Zeitreisen-Thematik: Durch Risszonen können die Spieler zu Orten aus vergangenen Seasons gelangen - Einführung von steuerbaren Kampfrobotern namens „B.I.E.S.T.“ |

Nach dem Ende der 10. Season am 13. Oktober 2019 mit dem Live-Event „The End“, das die Zerstörung der Spielwelt durch ein Schwarzes Loch andeutete und von mehreren Millionen Zuschauern auf Twitch und YouTube verfolgt wurde, wurde das Spiel offline genommen und beim Öffnen des Spiels oder der Website öffnete sich lediglich ein Bildschirm mit einem Schwarzen Loch als Hintergrund.
Die Offlineschaltung stellte sich als PR-Aktion von Epic Games heraus, um eine neue Karte in das Spiel einzuführen und die neuen Seasons nun unter dem Kapitel 2 fortzuführen.

### Kapitel 2
In den Seasons von Kapitel 2 war die alte Karte des ersten Kapitels nicht mehr spielbar, da sie nach der Darstellung im Spiel von dem schwarzen Loch verschlungen worden war. Die neue Karte hatte 13 neue Schauplätze und ließ aufgrund der vielen Flüsse die Nutzung von Booten als Fortbewegungsmittel zu. Ebenfalls ist es dem Spieler ab der Version möglich, zu schwimmen und Gegenstände zu angeln. Das Spiel wurde außerdem um Stealth-Elemente erweitert und bietet dem Spieler mehr Möglichkeiten, sich zu verstecken. Die 1. Season von Chapter 2 (also eigentlich Season 11) startete am 15. Oktober 2019.
| Übersicht der Seasons von Kapitel 2 | Übersicht der Seasons von Kapitel 2 | Übersicht der Seasons von Kapitel 2 |
| Season                              | Zeitraum                            | Wichtigste Änderungen |
| ----------------------------------- | ----------------------------------- | --- |
| 1                                   | Ab 15. Oktober 2019                 | - Austausch der Spielwelt - Einführung von Booten als Fortbewegungsmittel - mehr Stealth-Elemente - Schwimmen und Angeln |
| 2                                   | Ab 20. Februar 2020                 | - Agenten-Thema mit neuen Skins und Orten in der Spielwelt - Spieler können den Organisationen „Ghost“ und „Shadow“ beitreten - zeitexklusive Spezialeinsätze |
| 3                                   | Ab 17. Juni 2020                    | - die Spielwelt wurde mit Wasser überflutet - neue Fortbewegungsmittel wie Boote, Helikopter, Wasserski, Autos oder das Reiten auf Haien |
| 4                                   | Ab 27. August 2020                  | - Thematik Nexus War mit Superhelden aus dem Marvel-Universum - Superheldenfähigkeiten der Marvel-Helden wie Thors Hammer oder Iron Mans Repulsoren |
| 5                                   | Ab 2. Dezember 2020                 | - Charaktere auf der Karte hinzugefügt, mit denen man sprechen kann - Neue Währung Gold hinzugefügt - Zeitreisen-Thematik: Wie in Season 10 sind Orte von Kapitel 1 in die Spielwelt aufgetaucht, allerdings ohne Risszonen - Exotische Waffen hinzugefügt |
| 6                                   | Ab 16. März 2021                    | - Die Insel wird in die Urzeit zurückversetzt. - Tiere hinzugefügt: Wolf, Huhn, Wildschwein - Waffen-Crafting mittels tierischen und technischen Materialien. - Neue Waffe: Bogen |
| 7                                   | Ab 8. Juni 2021                     | - Alien-Invasion: Ein riesiges Ufo erscheint über der Insel. - Neue Fahrzeuge: fliegende Untertasse, Ferrari 296 GTB. - Neue Alien-Waffen wie Railgun, Impulsgewehr und Kymera-Strahler. - Das erste Rift-Tour-Konzert mit der Headlinerin Ariana Grande. |
| 8                                   | Ab 13. September 2021               | - Nach der Zerstörung des riesigen Ufos sind überall auf der Insel Würfel abgestürzt, die das Schiff angetrieben haben, Sie verbreiten Verderbnis und erschaffen Portale zur dunklen, von Monstern regierten „Kippwelt“. - Neue Kippwelt-Waffen, die nur in Kisten innerhalb der Zonen dieser Welt erhältlich sind. - Community-Ziele: Die ganze Spielerschaft kann mittels Goldspenden Waffen aus dem Tresor zurückbringen und Geschütztürme errichten. |

Das zweite Kapitel endete mit einem Live-Event, in dem die Spielerschaft einen Angriff außerirdischer Invasoren auf die Insel abwehren sollte. Die sogenannte Würfelkönigin öffnete ein Portal in ihre Realität und beschwörte UFOs und Würfelmonster herbei. Die Alien-Gegner waren haushoch überlegen, weswegen den Spielern nur noch eine Flucht in den Untergrund übrig blieb. Mit Hilfe einer Widerstandsorganisation, die „The Seven“ genannt wird, konnte die Insel umgedreht werden, sodass die andere Seite der Insel zum Vorschein kam und die Würfelkönigin mitsamt ihrem Portal unter die Wasseroberfläche gedrückt wurde. Diese Rückseite der Insel stellte nun die spielbare Welt dar, und das dritte Kapitel begann.

### Kapitel 3
Der Beginn der 1. Saison des 3. Kapitels wurde von Serverproblemen überschattet. Epic Games gab daraufhin bekannt, dass es der nach Spielerzahlen erfolgreichste Saisonstart war.
| Übersicht der Seasons von Kapitel 3 | Übersicht der Seasons von Kapitel 3 | Übersicht der Seasons von Kapitel 3 |
| Season                              | Zeitraum                            | Wichtigste Änderungen |
| ----------------------------------- | ----------------------------------- | --- |
| 1: Flipped                          | Ab 5. Dezember 2021                 | - komplett erneuerte Spielwelt mit neuen sowie alten POIs - neue Waffen, darunter erstmals ein Sturmgewehr mit Rotpunkt-Visier - Zelte, in denen Gegenstände über mehrere Spielrunden gelagert werden können - Rutschbewegung als neue Fortbewegungs- und Ausweichmöglichkeit - Wetterphänomene wie Gewitter und Tornados                                                                       |
| 2: Resistance                       | Ab 20. März 2022                    | - Widerstand gegen den Imaginierten Orden (IO) - Klettern und taktisches Sprinten hinzugefügt - neue Fahrzeuge: Panzer und gepanzerter Schlachtenbus - neue Waffen: Kampfmaschinenpistole und Striker-Salvengewehr - Etablierung des Spielmodus „Null bauen“ („Zero build“) |
| 3: Vibin'                           | Ab 5. Juni 2022                     | - Thema: Gute Vibes, die Insel ist eine einzige, riesige Party-Location - neue Orte, darunter Kugler-Achterbahn und Rave Cave - Setzlinge vom Realitätsbaum können gezüchtet werden, um in den nachfolgenden Spielrunden zu ernten. - Wildtiere können geritten werden. - neue Waffen: Zweischuss-Schrotflinte, Hammer-Sturmgewehr und Präzisionsgewehr (DMR)                                   |
| 4: Paradise                         | Ab 18. September 2022               | - Chrom erfasst die Insel und verschlingt alles, womit es in Berührung kommt. - Spieler können sich in Chrom-Blobs verwandeln und sich so schneller fortbewegen. - Chrom-Wände können durchdrungen werden. - neue Waffen, die sich automatisch verbessern, wenn genügend Schaden zugefügt wurde - Schlüssel zum Öffnen von neuen Tresoren mit besonders guter Beute sind auf der Insel verteilt |

Das dritte Kapitel endete mit einem über 40-minütigen Live-Event, in dem die ganze Insel, einschließlich der Rückseite, die in Kapitel 2 spielbar war, vom Chrom verschlungen wurde und implodierte. Danach wurde mit Einzelteilen aus anderen Realitäten eine neue Insel im Weltall zusammengesetzt.

### Kapitel 4
| Übersicht der Seasons von Kapitel 4 | Übersicht der Seasons von Kapitel 4 | Übersicht der Seasons von Kapitel 4 |
| Season                              | Zeitraum                            | Wichtigste Änderungen |
| ----------------------------------- | ----------------------------------- | --- |
| 1: A New Beginning                  | 4. Dezember 2022 – 10. März 2023    | - komplett erneuerte Spielwelt mit neuen POIs - Motorräder, auf denen während der Fahrt Waffen verwendet werden können - Realitätserweiterungen: Wählbare Spielvorteile, die während eines Matches gewährt werden, zum Beispiel zusätzlicher Schaden mit dem ersten Schuss, oder unlimitierter Treibstoff. - neue Waffen, darunter der Schockwellenhammer für Mobilität |
| 2: Mega                             | 10. März 2023 – 9. Juni 2023        | - vier neue POIs (Mega City, Knotty Nets, Steamy Springs und Kenjutsu Crossing) - zwei neue Fahrzeuge: Nitro Drifter und das Victory Crown Rogue (auch bekannt als Rogue-Motorrad) - neues Biom, welches auch Mega City beinhaltet - neue Waffen, darunter die Kinetische Klinge oder das Schallgedämpfte Havoc-Sturmgewehr - Grindrails als neue Fortbewegungsmöglichkeit |
| 3: Wilds                            | 9. Juni 2023 – 25. August 2023      | - neues Dschungel Biom - drei neue POIs (Creeky Compound, Rumble Ruins und Shady Stilts) - reitbare Velociraptoren - neue Waffen, darunter der Kinetische Boomerang oder die Cybertron-Kanone - Schlamm der einen schneller rutschen lässt - Ranken auf den man grinden kann |
| 4: Last Resort                      | 25. August 2023 – 3. November 2023  | - drei neue POIs (Eclipsed Estate, Sanguine Suits und Relentless Retreat) - drei neue Bosse in den jeweiligen neuen POIs - drei neue Tresore, welche mit den neuen Schlüsselkarten geöffnet werden können, welche von den jeweiligen Bossen in dem neuen POI fallengelassen werden - Rückkehr alter Waffen (MK7 Sturmgewehr etc.; alle in mythisch), die allerdings nur in den Tresoren von den neuen POIs gefunden werden können - neue Waffen: Salvenmaschinenpistole mit Visier, Business Geschützturm, Schildbrecher EMP Granaten, Haftgranatenwerfer, Doppelmagazin Sturmgewehr, Infiltrator Pumpgun, Schallgedämpftes Scharfschützengewehr - Motiv: Halloween |
| OG                                  | 3. November – 3. Dezember 2023      | - Karte aus Kapitel 1. Beginnend mit Kapitel 1, Season 5, ändert sich jede Woche die Season aus Kapitel 1, auf die sich das Spiel bezieht. - Dadurch: Je nach Woche Rückkehr vieler alter Waffen und Funktionsgegenständen wie u. a. Doppelläufige Schrotflinte, Haftgranate, Schießeisen, Vereiser-Falle, Taschenburg, Geschützturm oder Greifer. - OG ist die letzte Season von Kapitel 4 und fungiert als Übergang zum fünften Kapitel, in dem die Spieler eine komplett neue Map erwarten wird. |

Die Rückkehr der OG-Map führte zu neuen Rekorden in Bezug auf die Anzahl der aktiven Spieler. So verzeichnete das Spiel am zweiten Tag der OG-Season, dem 4. November 2023, mit weltweit 44,7 Millionen Personen und aufsummiert 102 Millionen Spielstunden ebenso einen neuen Rekord wie mit über 6 Millionen gleichzeitig spielenden Fans.
Das vierte Kapitel endete mit einem etwa viertelstündigen Live-Event, in dem die ganze Insel bombardiert wurde und explodierte. Hip-Hop-Star Eminem konnte für eine Kooperation gewonnen werden und trat mit einer ihm nachempfundenen Spielfigur während des Events auf einem Konzert auf.

### Kapitel 5
| Übersicht der Seasons von Kapitel 5 | Übersicht der Seasons von Kapitel 5 | Übersicht der Seasons von Kapitel 5 |
| Season                              | Zeitraum                            | Wichtigste Änderungen |
| ----------------------------------- | ----------------------------------- | --- |
| 1: Underground                      | 3. Dezember 2023 – 8. März 2024     | - komplett erneuerte Spielwelt mit neuen POIs - erweitertes Parkour-System - Etablierung drei neuer Spielmodi („Lego Fortnite“, „Rocket Racing“ und „Fortnite Festival“) - neue Items wie ein Einsatzschild - neue Skins, darunter Peter Griffin aus Family Guy sowie 1200 LEGO-Skins für „Fortnite Lego“ |
| 2: Myths & Mortals                  | 8. März 2024 – 24. Mai 2024         | - fünf neue POIs (Brawler's Battleground, Grim Gate, Mount Olympus, Restored Reels und The Underworld) - neue Items wie Zeus' Blitz - neue Skins, darunter Korra aus Die Legende von Korra sowie Götter und Wesen der griechischen Mythologie - Motiv: griechische Mythologie - In der zweiten Hälfte der Season wurde als weiteres Motiv Avatar – Der Herr der Elemente eingebracht, und es wurden entsprechende Items (Wasserbändigung, Feuerbändigung, Luftbändigung, Erdbändigung) hinzugefügt - Die Season endete mit dem Wiederaufgreifen des Star-Wars-Motivs. |
| 3: Wrecked                          | 24. Mai 2024 – 16. August 2024      | - postapokalyptisches Thema - vier neue POIs (Nitrodome, Sandy Steppes, Brutal Beachhead, Readline Rig) - Crossover-Charaktere (T-60 Power Armor aus Fallout, Magneto aus Marvel, der Angestellte aus Lethal Company, die Musiker James Hetfield, Lars Ulrich, Kirk Hammett und Robert Trujillo von der Heavy-Metal-Band Metallica, der YouTuber Nick Eh 30 sowie Captain Jack Sparrow, Davy Jones, Elizabeth Swann und Hector Barbossa aus Fluch der Karibik) |
| 4: Absolute Doom                    | 16. August 2024 – 1. November 2024  | - vier neu POIs (Doom Castle, Doomstadt, The Raft, Doom´s Courtyard) - Thematik Absolut Doom mit Superhelden und Superschurken aus dem Marvel-Universum - neue Items, wie War-Machines Jetpack oder Shuris Black Panther-Krallen |
| OG: Remix                           | 1. November 2024 – 1. Dezember 2024 | - Karte aus Kapitel 2 |

### Kapitel 6
| Übersicht der Seasons von Kapitel 6   | Übersicht der Seasons von Kapitel 6 | Übersicht der Seasons von Kapitel 6 |
| Season                                | Zeitraum                            | Wichtigste Änderungen |
| ------------------------------------- | ----------------------------------- | --- |
| 1: Hunters                            | 1. Dezember 2024 – 21. Februar 2025 | - komplett erneuerte Spielwelt mit neuen POIs - erweitertes Parkour-System - Etablierung des OG-Spielmodus als dauerhaftes Feature - neue Items wie die Oni-Masken - neue Movements wurden hinzugefügt - neue Skins |
| 2: Lawless                            | 21. Februar 2025 – 2. Mai 2025      | - mehrere neue POIs, Heist-Thema - neue Items wie ein Baseballschläger („Kniescheiben-Killer“) sowie Sub-Zero-Handschuhe (Mortal-Kombat-Kollaboration) - neue Skins                                                 |
| Mini-Season: Galactic Battle          | 2. Mai 2025 – 7. Juni 2025          | - mehrere neue POIs, Star-Wars-Thema - neue Items wie diverse Blasterpistolen und -gewehre - neue Skins |
| 3: Super                              | 8. Juni 2025 – 7. August 2025       | - mehrere neue POIs, Superhelden-Thema - neue Items wie Bass-Boost-Handschuhe, Nebelform-Flugumhang und Kryptos Leckerli - neue Skins                                                                               |
| 4: Schock & Schaben (Shock n Awesome) | 7. August 2025 – tba                | - mehrere neue POIs - neue Skins |

## Rezeption
Fortnite wurde von der Presse überwiegend positiv wahrgenommen. Die Online-Datenbank Metacritic, welche Testberichte einschlägiger Medien sammelt und aggregiert, berechnete für die PC-Fassung des Spiels einen Metascore von 81 von 100 möglichen Punkten. Karsten Scholz von PC Games verweist auf die typischen Mängel eines Free-to-play-Titels, attestiert Fortnite aber dennoch einen hohen Spaßfaktor. Auf der Nintendo Switch sei das Spielerlebnis aufgrund technischer und inhaltlicher Einschränkungen etwas schwächer zu bewerten. Robin Rüther von GameStar und Georg Pichler von Der Standard finden den Bauaspekt und die Cartoon-Grafik spannend, aber sagen auch, dass sie nichts für jeden seien und daher auch nicht mit dem mehr auf Realismus setzenden PlayerUnknown’s Battlegrounds zu vergleichen seien. Stattdessen werden mehr jüngere und Gelegenheitsspieler angesprochen.
Der Tagesspiegel berichtete aus der Perspektive eines Fortnite-Spielers und der seiner Mutter über ihren gemeinsamen ersten Besuch auf der Gamescom 2018 in Köln. Als Reaktion auf diesen Artikel verfasste ein Informatiker getrennte Briefe an Mutter und Sohn, wobei letzterer wiederum vom Tagesspiegel abgedruckt wurde. Das Spiel etablierte und verbesserte einige Games-as-a-Service-Aspekte, die von anderen Spielen übernommen worden sind. Der CEO Strauss Zelnick von 2K Games sieht dies allerdings anders und findet die Trennung zwischen dem Gameplay und Verkaufsmodell wichtig. Eine Untersuchung von zwei Ökonomen der Europa-Universität Viadrina hat sich mit den Geschäftsmodellmustern von Fortnite beschäftigt und ist zu dem Ergebnis gekommen, dass die dort zugrundeliegenden Geschäftsmodellmuster auch für andere Videospiele von hoher Relevanz sind. Anfang 2021 ist auf Basis der Untersuchung in den USA Klage gegen Epic Games eingereicht worden, da die in Fortnite vorhandenen Methoden, vor allem jene des Ingame-Shops, Kinder manipulieren würden.
Eine wesentliche Marketing-Strategie von Fortnite sind Crossover in Form von zeitlich-begrenzten Events oder Skins zu anderen Medien, Künstlern, Filmen und Videospielen. Im Dezember 2019 gab es zum Beispiel ein großes Star-Wars-Event zum neuen Kinofilm Star Wars: Der Aufstieg Skywalkers.

### Verkaufs- und Spielerzahlen
Der „Free-to-play-Battle-Royale-Modus“ des Spiels erreichte zwei Wochen nach seiner Veröffentlichung über 10 Millionen Spieler. Im November 2017 waren es über 20 Millionen Spieler. Im Juni 2018 bestätigte Epic Games, dass über 100 Millionen Spieler aktiv Fortnite spielen. Ende November waren es bereits über 200 Millionen. Damit ist das Spiel das Computerspiel mit den meisten Online-Spielern. Das Spiel ist besonders bei Kindern und Jugendlichen populär, da es inhaltlich wenig Gewalt und optisch Cartoongrafik enthält, während es durch sein Sandbox- und Crafting-Prinzip an Spiele wie Minecraft erinnert. So ist es bei den unter 18-Jährigen auf Platz 1 der beliebtesten Spiele, während die Beliebtheit mit zunehmendem Alter stark abnimmt.
Im Jahr 2018 erwirtschaftete Epic Games 3 Milliarden US-Dollar, wovon der größte Teil auf Fortnite zurückzuführen ist. Investoren gaben bis zum Oktober 1,25 Milliarden US-Dollar für Epic aus. Der Rekord liegt bei über 11,6 Millionen gleichzeitigen Spielern. Laut Marktforschungsinstitut SuperData erwirtschaftete Fortnite im Mai 2019 über 203 Millionen US-Dollar. Im März 2019 verzeichnete das Spiel über 250 Millionen registrierte Spieler, 35 % davon weiblich. Im Mai 2020 wurde die Zahl von 350 Millionen registrierten Spielern bekannt gegeben. Innerhalb von zwei Jahren nach seiner Einführung hat Fortnite 9 Milliarden US-Dollar Umsatz generiert. Im Jahr 2020 betrug der Umsatz 5,1 Milliarden US-Dollar, das ist ein Anstieg von 1,4 Milliarden US-Dollar gegenüber 2019.

### Kritik

#### Copyright-Klage
Im Mai 2018 reichte der südkoreanische Spielehersteller Bluehole unter dem Vorwurf der Urheberrechtsverletzung Klage gegen Epic Games ein. Demnach sollen Battle-Royale-Modus und die Benutzeroberfläche von Fortnite dem eigenen Spiel PlayerUnknown’s Battlegrounds nachempfunden sein. Die auf Südkorea beschränkte Klage wurde im Juni 2018 aus nicht genannten Gründen zurückgenommen.

#### Altersfreigabe und Jugendschutz
Für den kompetitiven „Battle Royale“-Modus hat lange keine USK-Einstufung existiert, da für den Vertrieb im Internet nicht das Jugendschutzgesetz (JuSchG) des Bundes, sondern der Jugendmedienschutz-Staatsvertrag (JMStV) der Länder gilt, der keine USK-Kennzeichnung für eine Abgabe an Minderjährige voraussetzt (vgl. § 12 Abs. 1 und 3 JuSchG, § 5 JMStV). Mitte 2018 wurde im eShop der Nintendo Switch die „Battle Royale“-Version mittels des Verfahrens der International Age Rating Coalition (IARC) durch Anbieter-Selbstdeklaration des Spielinhalts anhand eines Fragebogens automatisiert ab 16 Jahren klassifiziert. Im Juli 2019 wurde schließlich eine Variante mit „Battle Royale“-Modus zur USK-Kennzeichnung eingereicht und das Prüfgremium vergab eine Altersfreigabe ab 12 Jahren.
Fortnite: Battle Royale verfügt über eine Einstufung der Pan European Game Information (PEGI) ab 12 Jahren mit den Inhaltsdeskriptoren für „mild violence“ (leichte Gewaltdarstellung) und „in-game purchases“ (Bezahlinhalte im Spiel); diese Einstufung ist insbesondere für Österreich und die Schweiz relevant. Das Entertainment Software Rating Board (ESRB) in den USA vergab ein „Teen“-Rating mit der Inhaltsbeschreibung „violence“ (Gewalt), d. h. eine Einstufung für Jugendliche (Teenager) ab 13 Jahren.
Der Spieleratgeber-NRW, ein Projekt der Fachstelle für Jugendmedienkultur NRW, und spielbar.de, ein Angebot der Bundeszentrale für politische Bildung, vergaben für den „Battle Royale“-Modus jeweils pädagogische Empfehlungen ab 14 Jahren.
Aufgrund der hohen Popularität des Spiels bei Kindern und Jugendlichen wird auch das damit einhergehende Suchtpotenzial bzw. die Gefahr auf Vernachlässigung anderer Tätigkeiten und die Verharmlosung von Gewalt in dem Spiel von einigen Medien kritisiert. Die Gewaltdarstellung sei im Vergleich zu anderen Spielen, die in dem Alter gespielt werden, außerdem deutlich harmloser.

#### Verbote oder Einschränkungen von Regierungen
In Indien, Nepal und Irak wurden Battle-Royale-Spiele wie PlayerUnknown’s Battlegrounds und Fortnite verboten, da sie als jugendgefährdend oder gegen staatliche Werte verstoßend eingestuft wurden. In China wurde das Spiel im November 2021 vom Entwickler zurückgezogen.

## Stellung im E-Sport

### Probleme bei der Einordnung
Grundsätzlich sind die Meinungen zu Fortnite im E-Sport zwiespältig. Einerseits verfügt das Spiel über den für den E-Sport notwendigen Wettbewerbscharakter, andererseits ist der Zufallsfaktor in dem Spiel, wie in den meisten Battle-Royale-Spielen, so groß, dass viele diesen Wettbewerbscharakter ausgehöhlt sehen. Schließlich ist es Zufall, welche Waffen an welcher Stelle liegen. Dies erschwert eine E-Sport-Einordnung durch Organisationen wie der Electronic Sports League.

### Erste größere Turniere
Das erste E-Sport-Event mit dem Spiel als Disziplin wurde auf der Electronic Entertainment Expo 2018 am 12. Juni 2018 ausgeführt. Das Event geht auf den Erfolg des größten Livestreamers auf Twitch mit dem Pseudonym Ninja zurück. Auf dem Event traten mehrere Prominente gegeneinander für einen guten Zweck an. Gewonnen haben Ninja und sein Teamkamerad Marshmello. Das Event verfolgten über 600.000 Zuschauer auf Twitch.
2019 wurde im Rahmen der Australian Open, einem Tennisturnier, mit Fortnite erstmals auch ein E-Sport-Turnier durchgeführt. Als Preisgeld waren 500.000 australische Dollar geplant.

### Als Schul- und Hochschulsport
An einigen Colleges und Highschools in den USA wurde Fortnite als E-Sportart im Rahmen von Sport-AGs anerkannt. Im US-Bundesstaat Kentucky wird allerdings ein Verbot geplant, da Fortnite nach Auffassung der Kentucky High School Athletic Association zu brutal sei.

### Fortnite-Weltmeisterschaft

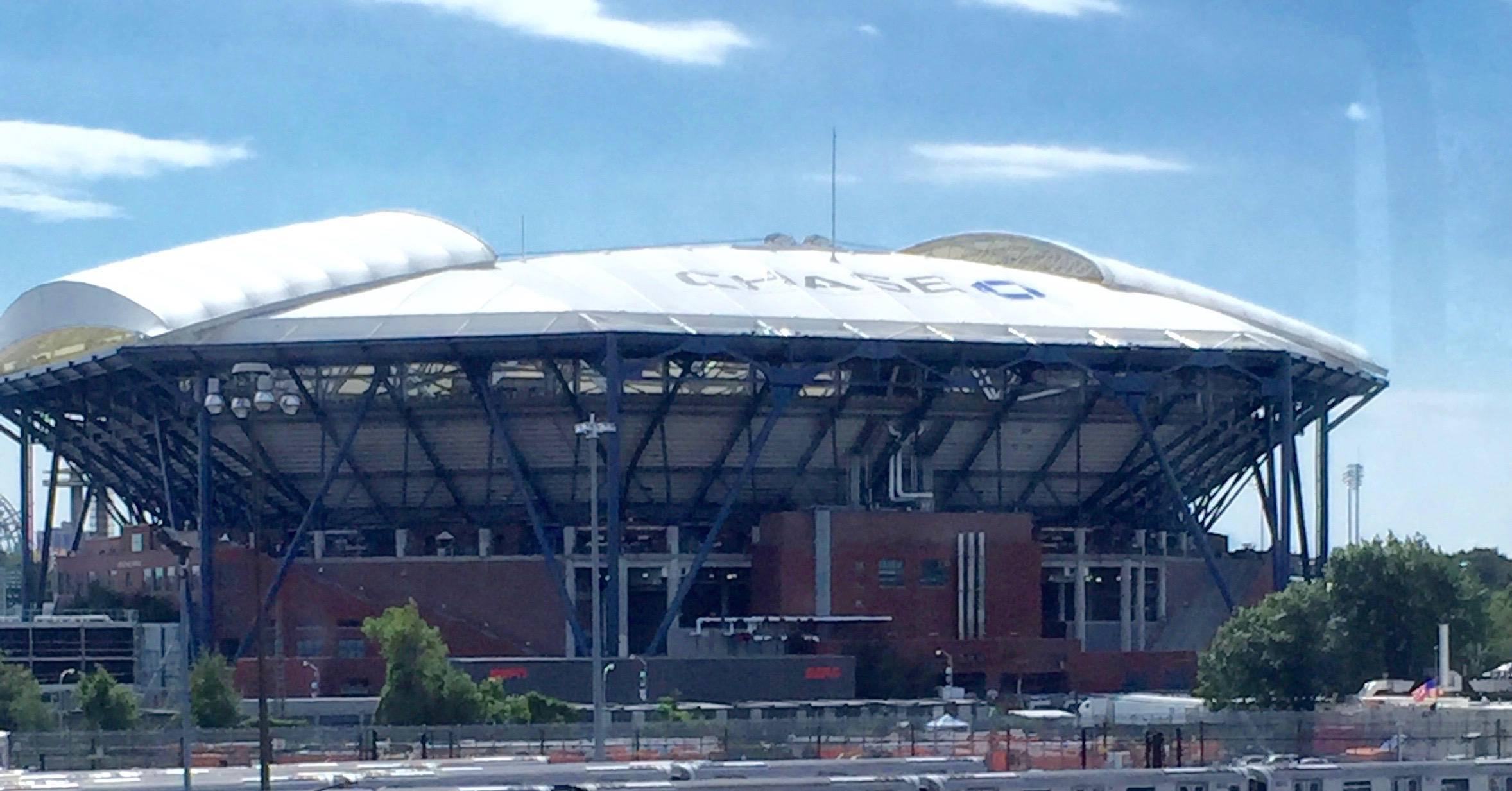
Arthur Ashe Stadium

Am letzten Juli-Wochenende 2019 (26. Juli bis zum 28. Juli) fand die Endrunde des Fortnite World Cups in New York City im Arthur Ashe Stadium statt. Die Vorspiele wurden von Epic bereits in der Jahresmitte bis zum September 2018 organisiert. Die Qualifikationsrunden für das Endspiel fanden von dem 13. April bis zum 26. Juni 2019 statt. Bei der Qualifikation mussten die Spieler in drei Stunden mit maximal zehn Spielen eine möglichst hohe Punktzahl erreichen. Sie wurden nach Solo und Duo-Spielen und in drei Stufen unterteilt. Die erste Stufe war der Arenamodus, die zweite das Online-Open-Halbfinale und dritte Stufe die Online Open Finals. An der dritten Stufe nahmen 3.000 Spieler teil. Punkte gab es für die Endplatzierung und Eliminierungen. In das Finale zogen 100-Solo Spieler und 50-Duo-Teams ein.
Die Endrunde wurde von 20.000 Besuchern vor Ort und von über 1,3 Millionen im Twitch-Livestream verfolgt. Damit überstieg es die Aufrufzahlen von führenden E-Sport-Titeln wie Counter-Strike: Global Offensive (1,15 Millionen Zuschauer bei der Weltmeisterschaft) und League of Legends (1,14 Millionen) und wurde zur meistgesehenen E-Sport-Übertragung. Für das Turnier hatten sich über 40 Millionen Spieler qualifiziert. Das Preisgeld für die Endrunde lag bei 30 Millionen US-Dollar (26,8 Millionen Euro). Das Preisgeld für das gesamte Turnier lag bei 100 Millionen Dollar (rund 90 Millionen Euro) und wurde von Epic Games bereitgestellt. Damit war es das E-Sport-Turnier mit dem höchsten Preisgeld.
Ein Teilnehmer wurde disqualifiziert, weil er angeblich auf einen Zuschauerbildschirm geschaut hat, obwohl er behauptet, er habe sich aufgrund eines Geräusches umgesehen. Dieser Vorfall wurde im Internet stark kritisiert. Auch vorher kam es zu Cheating-Vorfällen, so wurden bereits nach dem ersten Wochenende weit über 1000 Betrüger gesperrt. Der meistabonnierte Twitch-Streamer Ninja, der auch für seinen E-Sport bekannt ist, scheiterte bereits bei der Qualifikation.
An den Qualifikationsrunden wurden unter anderem die störenden Wartezeiten bei der Zeitmessung kritisiert. In Kritik gerieten ebenfalls die zu hohe Bewertung von Eliminierungen und der Glücksfaktor im Battle-Royale Genre, zum Beispiel bei der Verteilung des Loots und der Zone, der dem Spiel die Möglichkeit auf einen chancengleichen E-Sport-Titel verwehrt. Bei der Berichterstattung geriet die Sendung Sportschau vom ARD in Kritik, da die Moderatorin wenig Verständnis und Kenntnis zeigte.
In der Duo-Kategorie gewann der 2002 geborene Österreicher David „aqua“ Wang zusammen mit seinem norwegischen Partner Emil „nyhrox“ Bergquist Pedersen. Beide erhielten jeweils ein Preisgeld von 1,5 Millionen US-Dollar. Der beste deutsche Spieler mit dem Spielernamen Derox (15 Jahre) schaffte es auf Platz 8 mit einem Preisgeld von 375.000 US-Dollar. Der 16-jährige US-Amerikaner Kyle „Bugha“ Giersdorf gewann die Weltmeisterschaft und das Preisgeld von 3 Millionen US-Dollar. Das Event wurde von einigen Prominenten begleitet, wie z. B. Drake, Harry Kane und Neymar Jr. Die Weltmeisterschaft 2020 wurde aufgrund der Covid-19-Pandemie abgesagt.